# Trynityt
Trynityt (trinitit, trinityt) – nazwa szkliwa powstałego z ziaren piasku stopionych podczas wybuchu ładunku jądrowego.

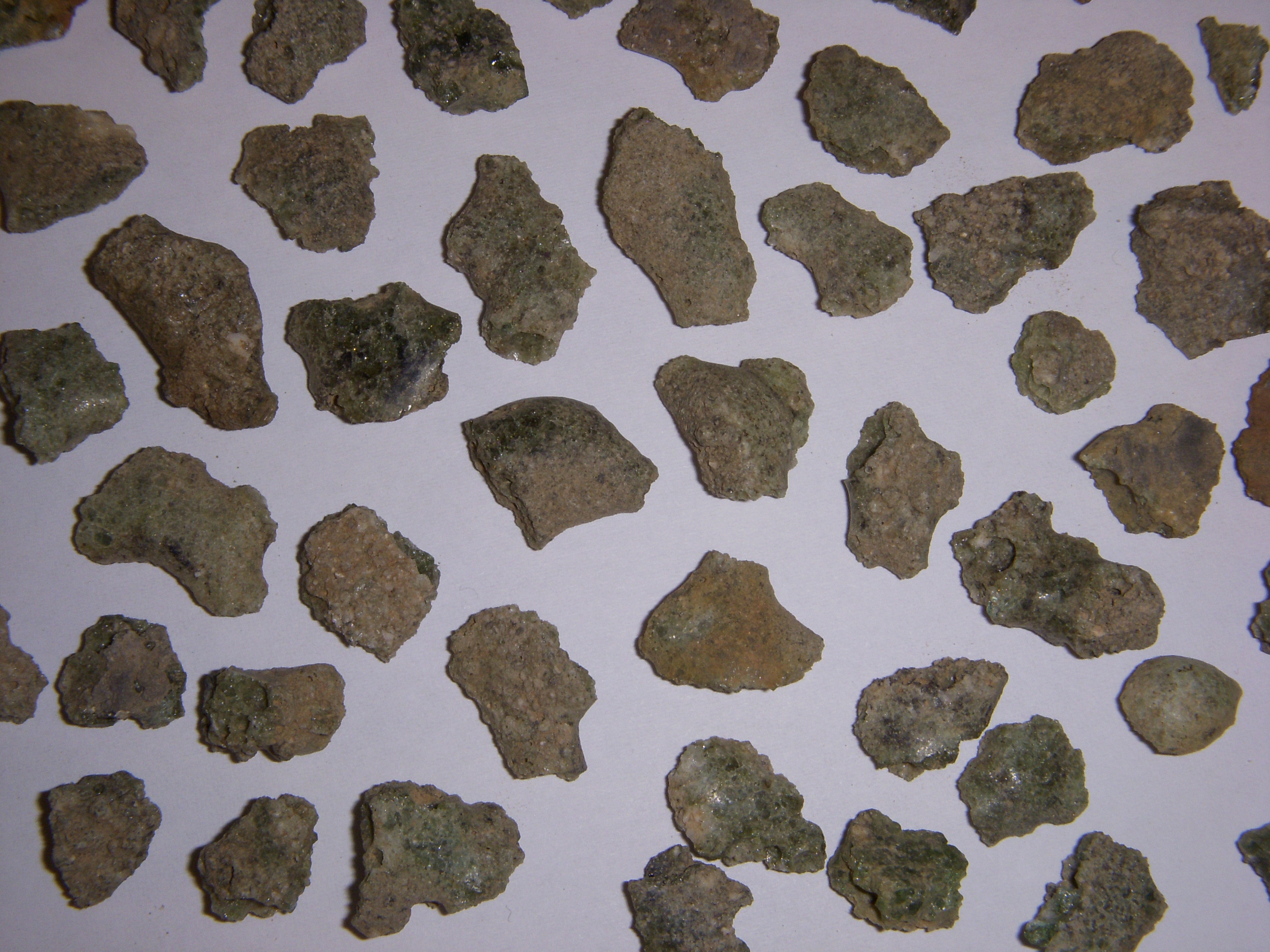
Kawałki trynitytu

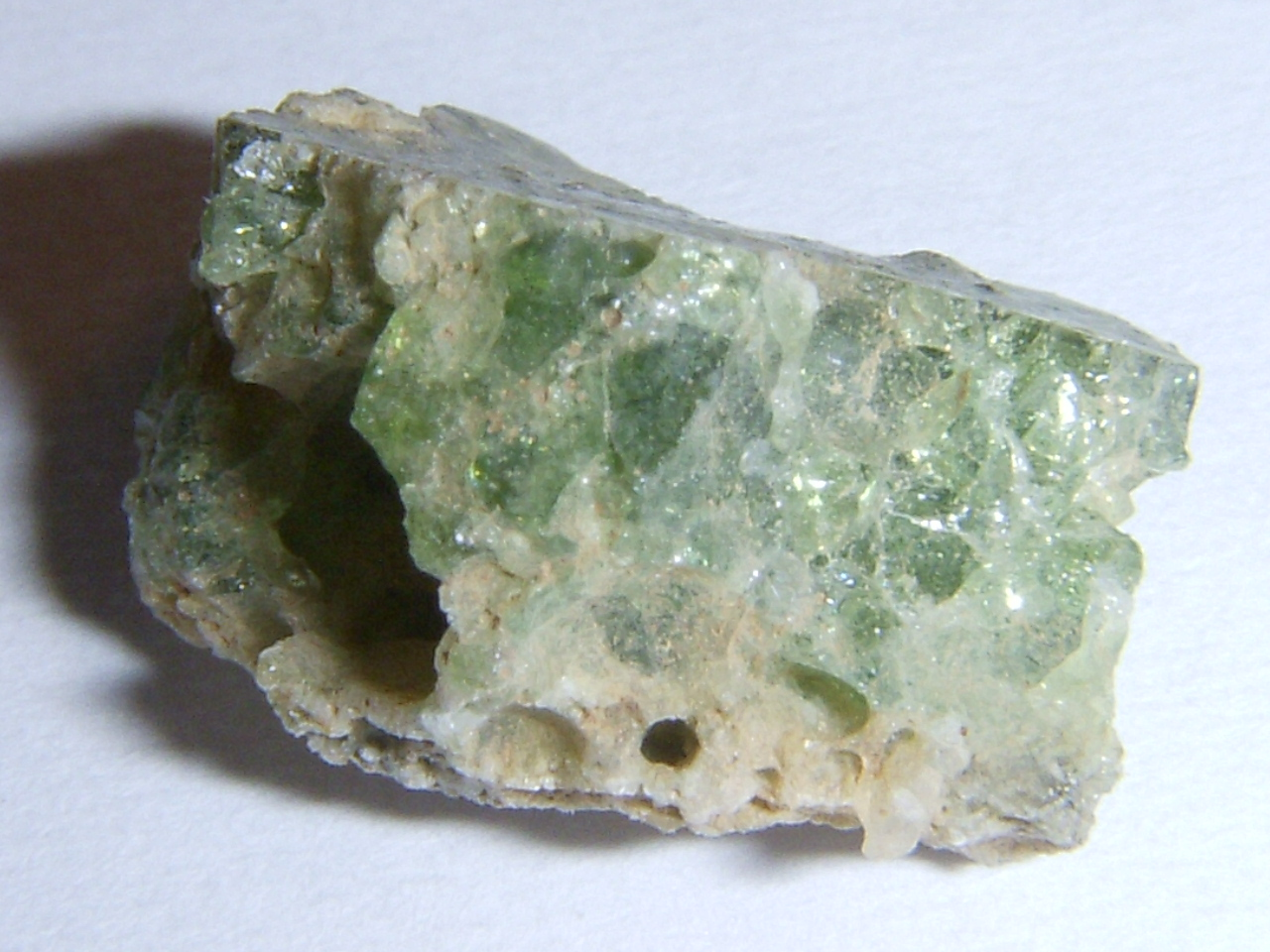
Bryłka trynitytu w zbliżeniu

Stopiony piasek po zastygnięciu ma postać szklistych kilkucentymetrowych nieregularnych kamyków i charakteryzuje się zauważalną radioaktywnością (typowe pojedyncze bryłki wywołują ekspozycję poniżej jednego milirentgena na godzinę), będącą skutkiem pojawienia się w wyniku wybuchu jądrowego domieszek izotopów promieniotwórczych takich jak cez 137Cs, ameryk 241Am, bar 133Ba, kobalt 60Co, europ 152Eu, 154Eu i 155Eu, jak również stront 90Sr, pluton 239Pu i 241Pu, a także różne izotopy uranu i toru.
Nazwa „trynityt” (oryg. ang. trinitite) utworzona została od kryptonimu pierwszego testowego wybuchu atomowego, przeprowadzonego nieopodal miasta Alamogordo na pustyni Nowego Meksyku w ramach tzw. Projektu Manhattan. Doświadczenie to, wykonane o świcie 16 lipca 1945, nazwano kryptonimem Trinity (dosłownie: „Trójca”). Nazwa używana jest (zamiennie z Alamogordo glass albo atomic glass, czyli „szkło z Alamogordo” albo „szkło atomowe”) także w odniesieniu do materiałów powstałych podczas innych doświadczeń z bronią atomową, w innych terminach i miejscach (także prowadzonych w ZSRR na poligonie atomowym koło Semipałatyńska). Trynityt występuje w kilku odmianach, różniących się barwą. Najczęściej spotykany – zielony – zawdzięcza kolor obecności żelaza, rzadszy – czerwony – obecności miedzi. Istnieje też trynityt czarny, a także biały – w postaci perełek.
W latach czterdziestych i na początku lat pięćdziesiątych XX wieku trynityt był sprzedawany kolekcjonerom minerałów, ale w 1952 amerykańska Komisja Energii Atomowej nakazała usunięcie z poligonów utworzonych podczas doświadczeń atomowych warstw tego materiału i zakazała przechowywania go przez osoby prywatne.
W roku 2005 opublikowano teorię, według której trynityt mógł nie być efektem stopienia i połączenia się ze sobą ziaren piasku znajdujących się na obrzeżach kuli gorąca utworzonej przez wybuch jądrowy, jak przyjmuje się powszechnie, a raczej wessania tego piasku do wnętrza tej kuli, skąd opadł w postaci ciekłej, jak deszcz.